# Mukul Anand
Mukul Sudheswar Anand, est un réalisateur, producteur et scénariste indien, né le 11 octobre 1951 à Bombay et mort dans la même ville le 7 septembre 1997.

## Biographie
Mukul Anand est mort d'une attaque cardiaque.

## Filmographie

### Réalisateur
- 1984 : Kanoon Kya Karega
- 1985 : Aitbaar
- 1986 : Main Balwan (en)
- 1986 : Maa Ki Saugandh
- 1986 : Sultanat
- 1987 : Insaaf
- 1990 : Maha-Sangram (en)
- 1990 : Agneepath
- 1991 : Hum (en)
- 1991 : Khoon Ka Karz (en)
- 1992 : God is My Witness (en)
- 1995 : Trimurti
- 1997 : Dus

### Producteur
- 1996 : Army
- 1997 : Prithvi

### Scénariste
- 1986 : Sultanat
- 1991 : Khoon Ka Karz (en)

## Récompenses
Filmfare Awards 1993, il a obtenu le prix de la meilleure réalisation pour Khuda Gawah (en)